# Wausau, Wisconsin
Wausau este o localitate, o municipalitate și sediul comitatului Marathon, statul Wisconsin, Statele Unite ale Americii.
1. ↑   https://www.wausauwi.gov/your-government/mayor, accesat în 30 august 2024 Lipsește sau este vid: |title= (ajutor)
2. ↑  Recensământul Statelor Unite ale Americii din 2010, accesat în 9 iulie 2020